# (18079) Lion-Stoppato
(18079) Lion-Stoppato (2000 FJ63) – planetoida z pasa głównego asteroid okrążająca Słońce w ciągu 5,37 lat w średniej odległości 3,07 j.a. Odkryta 27 marca 2000 roku.